# بهز بن حكيم
أبو عبد الملك بهز بن حكيم بن معاوية بن حيدة القشيري البصري،. أحد رواة الحديث عند أهل السنة والجماعة.

## مولده ونشأته
ولد في أسرة لها عناية بالعلم، فيروي الحديث النبوي عن أبيه، وأبوه يروي عن جدّه، وإخوته مهران ومعاوية وسعيد والصلت كلّهم كذلك من رواة الحديث.
وأبوه حكيم بن معاوية من التابعين، وجدّه معاوية بن حيدة صحابي.
روى له أبو داود والترمذي والنسائي وابن ماجه والبخاري في معلّقاته.

## أقوال العلماء فيه
- لم يدخله ابن حبان في كتاب الثقات وأدخله في كتاب المجروحين حيث قال عنه فيه: «كان يخطئ كثيراً.. وتركه جماعة من أئمتنا».[4]
- وقال الذهبي: «الإمام، المحدث».[5]
- وقال ابن عدي: «روى عَنْهُ ثقات النَّاس» وقال: «لم أر لَهُ حديثا منكرا وأرجو أنّه إذا حدّث عَنْهُ ثقة فلا بأس بحديثه»[6]
- وقال يحيى بن معين: «هو ثقة، يحتج به».[1]
- وقال علي بن المديني: «ثقة».[7]
- وقال النسائي: «ثقة».[8]
- وقال أبو زرعة: «صالح، ولكنه ليس بالمشهور.»[9]
- وقال أبو حاتم: «هو شيخ يكتب حديثه ولا يحتج به»[3]
- وقال الترمذي: «هو ثقة عند أهل الحديث.»[8]
- وقال البخاري: «يختلفون في بهز.»[5]

## شيوخه وتلاميذه
- شيوخه ومن روى عنهم:

روى عن أبيه، وزرارة بن أوفى،وهشام بن عروة.
- تلاميذه ومن روى عنه:

روى عنه إسماعيل بن علية، وبشر بن المفضل، وجرير بن حازم، وحماد بن أسامة، وخالد بن عبد الله الواسطي، وروح بن عبادة، وزكريا بن أبي عبادة الناجي، وزيد بن بكر بن خنيس، والضحاك بن مخلد النبيل، والعباس بن بكار الضبي، وعبد الله بن بكر السهمي، وعبد الله بن شوذب، وعبد الله بن عون، وعبد القاهر بن شعيب بن الحبحاب، وعبد الواحد بن واصل الحداد، وعبد الوارث بن سعيد، وعبد الواهب بن عطاء الخفاف، وعتاب بن المثنى، وعلي بن المفضل، وعلي بن الربيع، وعلي بن عاصم الواسطي، وعلي بن غراب، وعلي بن مسعدة الباهلي، وعنبسة بن عبد الواحد القرشي، وعيسى بن يونس، ومحمد بن أبي عدي، ومحمد بن عيسى بن إسماعيل، ومخارق بن الحارث الشيرازي، ومخيس بن تميم الأشجعي، ومروان بن معاوية الفزاري، ومسعدة بن اليسع، ومسلمة بن قعنب الحارثي، ومعاذ بن معاذ، ومعتمر بن سليمان، ومكي بن إبراهيم البلخي، والنضر بن شميل، وهشام بن حسان، ويحيى بن سعيد القطان، ويزيد بن هارون، ويوسف بن يعقوب السدوسي، الزهري، وابن عون، وسليمان التيمى، وسفيان الثوري، وحماد بن زيد، وحماد بن سلمة ومعمر بن راشد، ومحمد بن عبد الله الأنصاري، وغيرهم.